# アレックス・ピアース
アレックス・ピアース（Alex Pearce 、1988年11月9日 - ）は、イングランド・ウォリンフォード出身のプロサッカー選手。元サッカーアイルランド共和国代表。AFCウィンブルドン所属。ポジションは、DF。

## 経歴

### クラブ
2001年よりレディングFCのユースチームでプレーを始め、2006年10月に最初のプロ契約を結んだ。2007年1月のFAカップ・バーンリーFC戦で途中出場しトップチームデビュー。
2015年6月、ダービー・カウンティFCに3年契約で移籍。
2019年5月、1月から期限付き移籍で加入していたミルウォールFCに完全移籍。
2022年6月7日、AFCウィンブルドンに加入。

### 代表
両親がスコットランド出身であることから、ユースレベルではスコットランド代表に選出されていた。
ちなみに、幼少期をアイルランドで過ごしたことからアイルランド代表を選択することも出来、2011年10月に代表変更を表明した。
代表変更後、2012年9月にアイルランド代表初招集。同月開催の親善試合・オマーン戦で初キャップ。さらに初ゴールも記録した。

## 代表歴
ゴール2016年3月29日現在
| #  | Date          | Venue                | Opponent | Result | Competition |
| -- | ------------- | -------------------- | -------- | ------ | ----------- |
| 1. | 2012年9月11日 | クレイヴン・コテージ | オマーン | 4–1    | 親善試合    |
| 2. | 2014年9月3日  | アビバ・スタジアム   | オマーン | 2–0    | 親善試合    |

## タイトル
レディング
- フットボールリーグ・チャンピオンシップ: 2011–12